# 阿吉定门广场

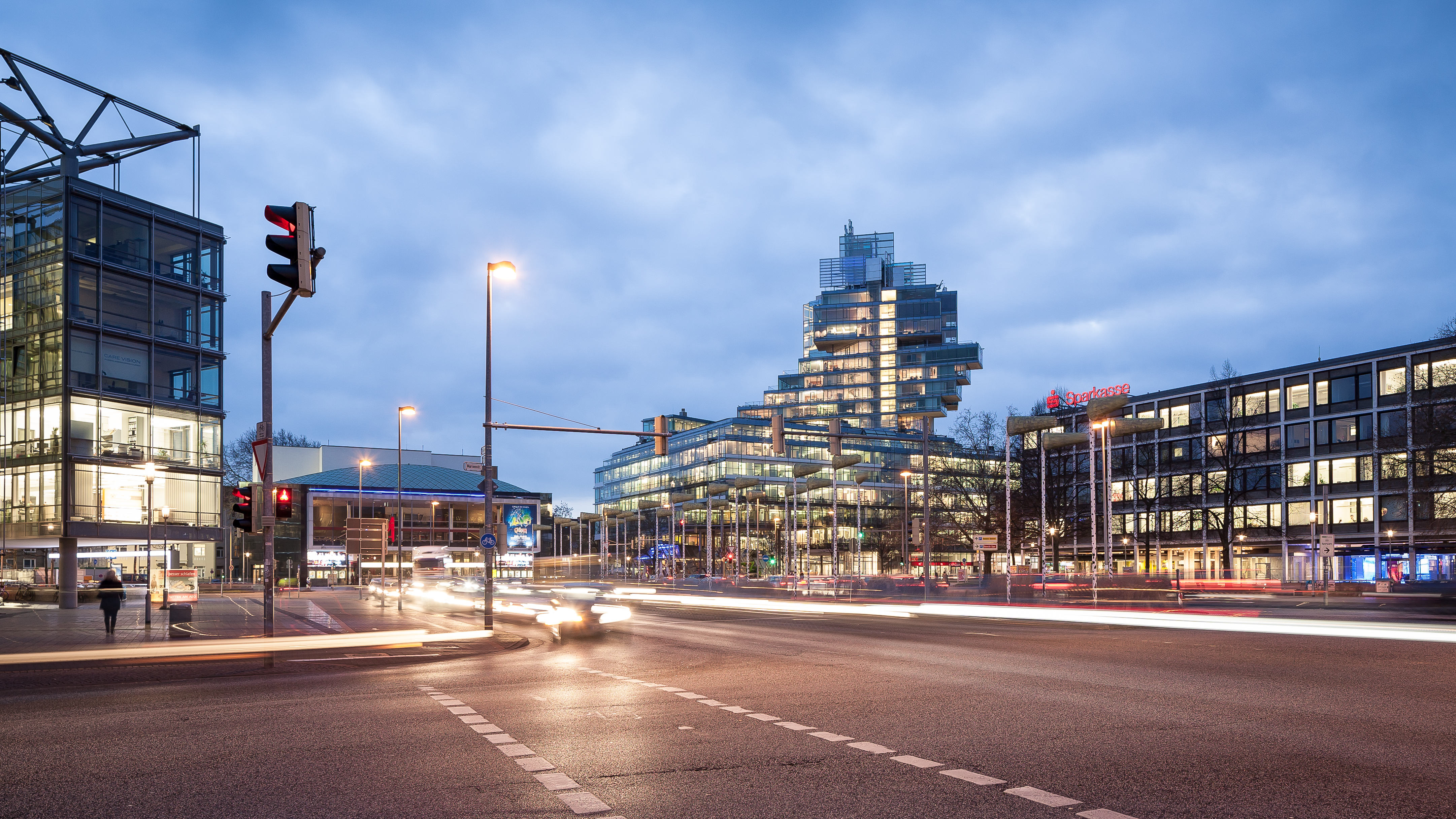

阿吉定门广场（Aegidientorplatz）是德国汉诺威一个繁忙的广场，位于同名地铁站的上方。广场得名于汉诺威中世纪的一座城门。

## 历史

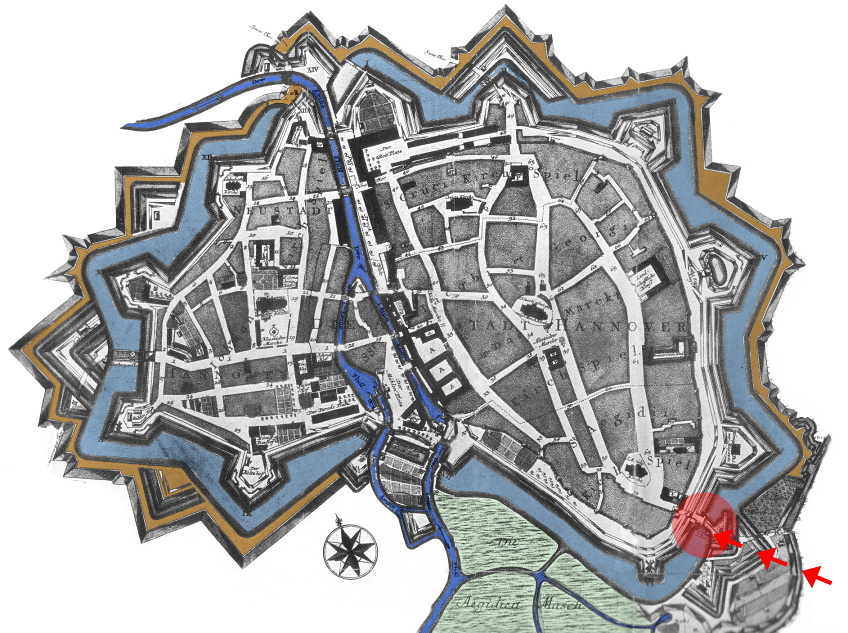

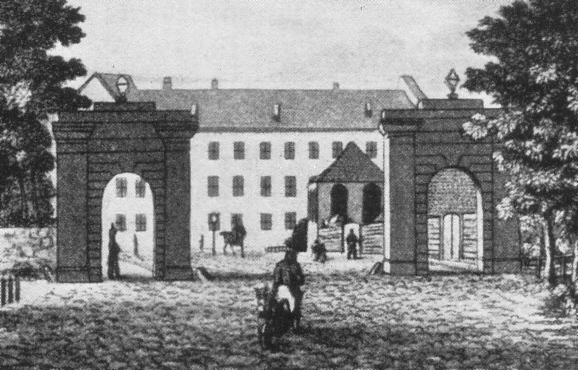

自1307年以来，阿吉定门是汉诺威城墙的东南侧城门，得名于附近的教堂。通往希尔德斯海姆的道路经此门入城。1780年拆除汉诺威城墙，阿吉定门也随之消失。1844年此处修建广场，仍有装饰性的拱门和检查站（1859年拆除）。

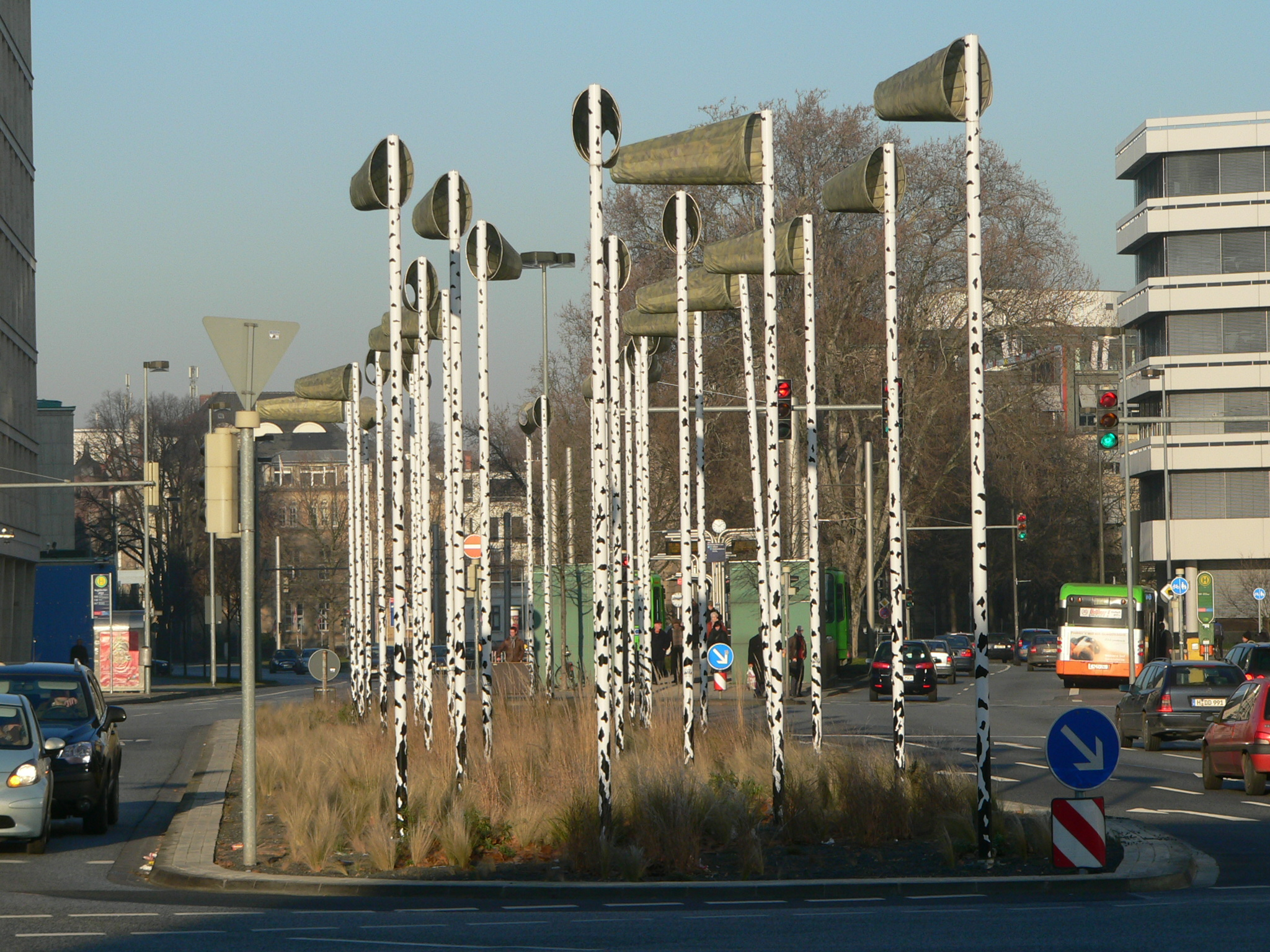

## 建筑
广场上坐落着建于1953年的 Aegi剧院。广场东北角是Hansa-Haus，建于1905/6年，原为新巴洛克式。

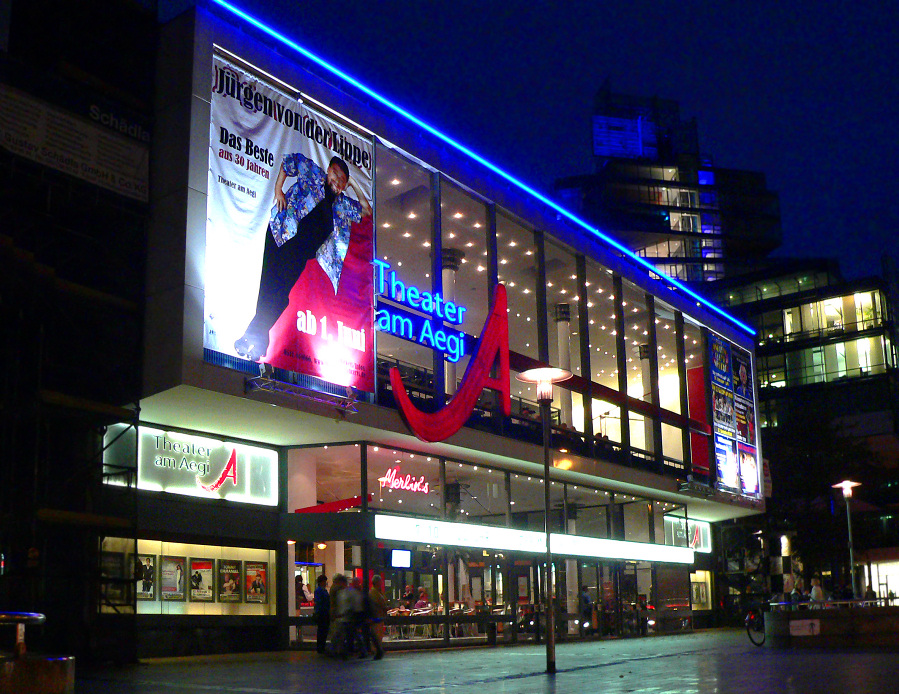
Aegi剧院
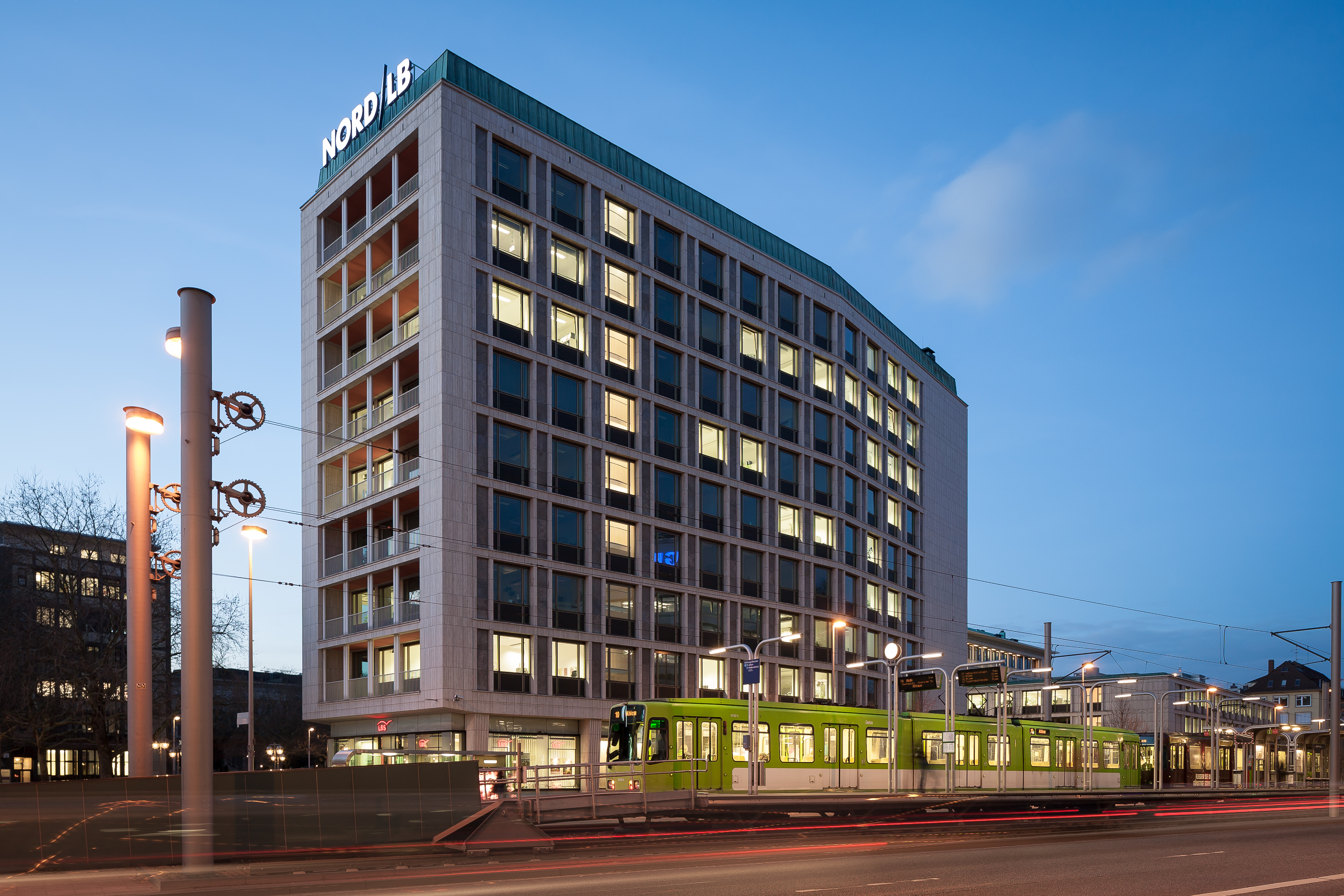
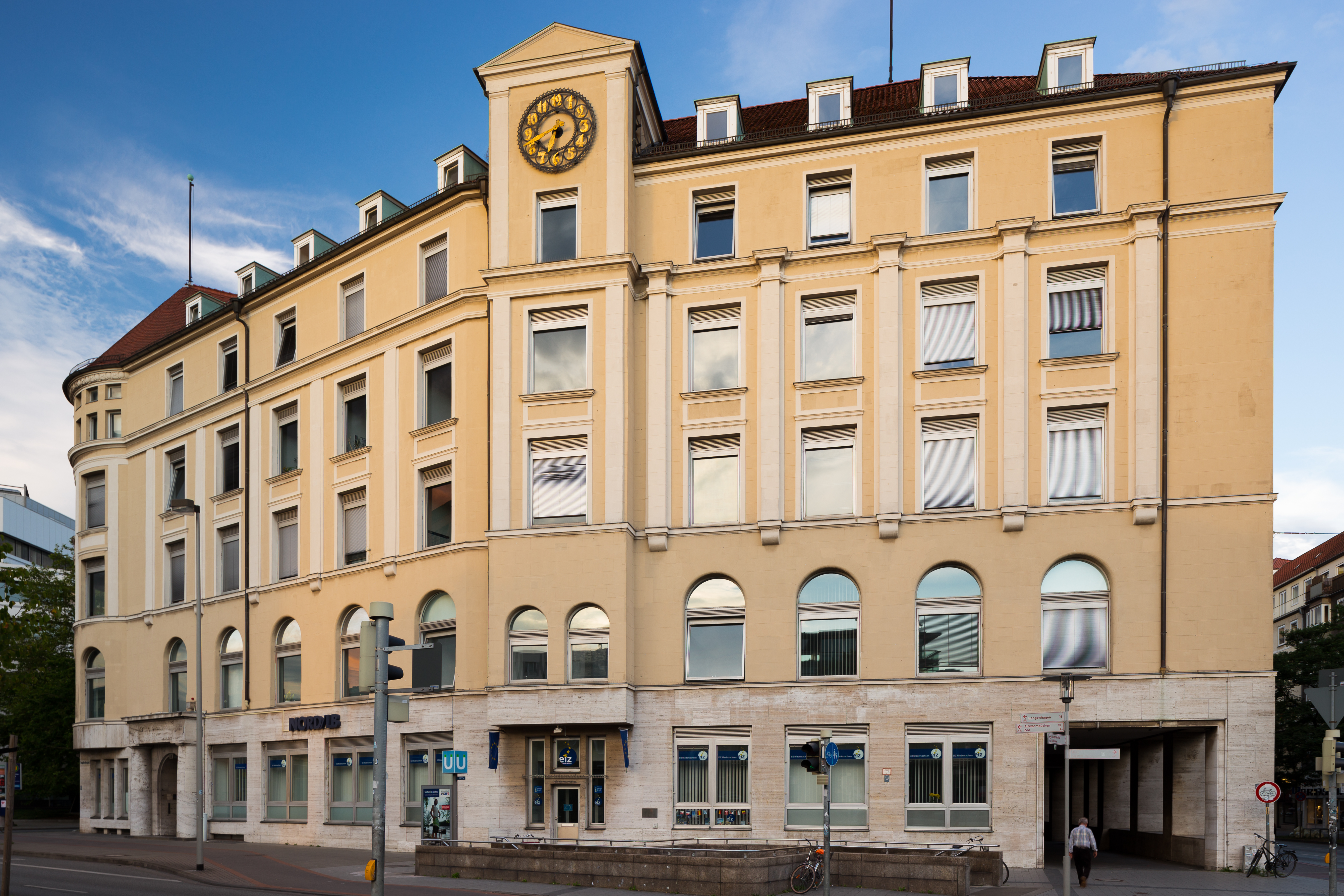
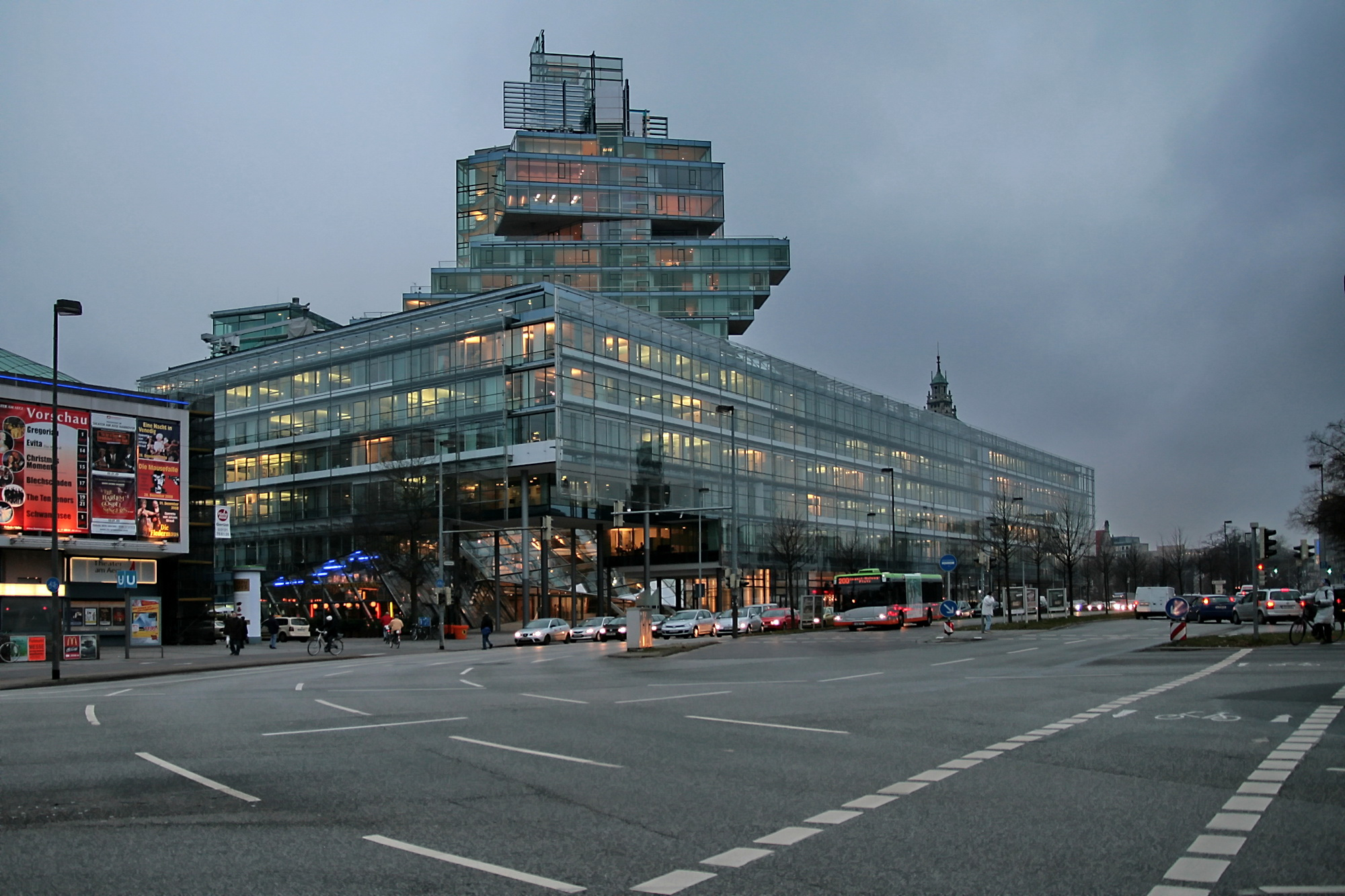
NORD/LB总部
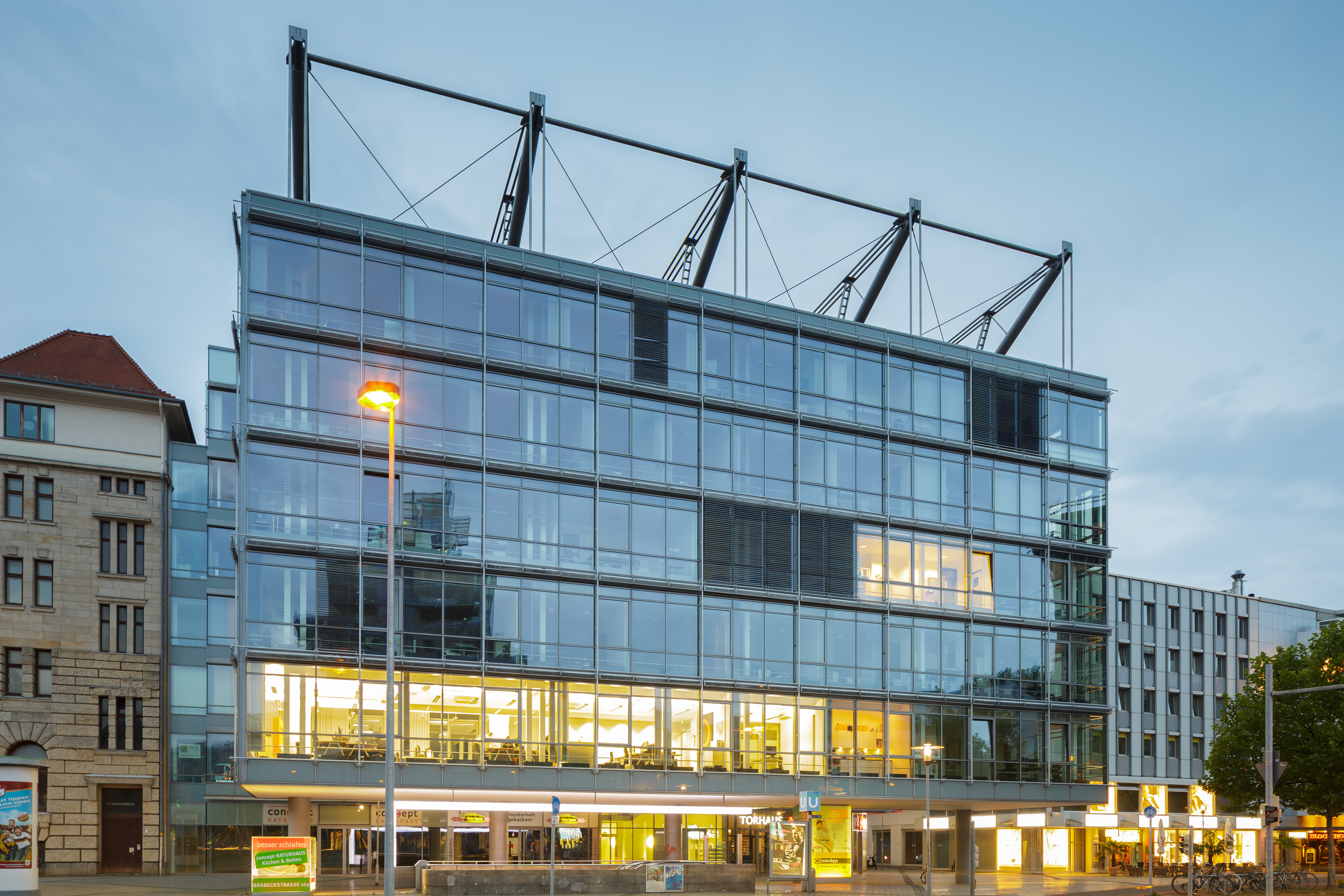
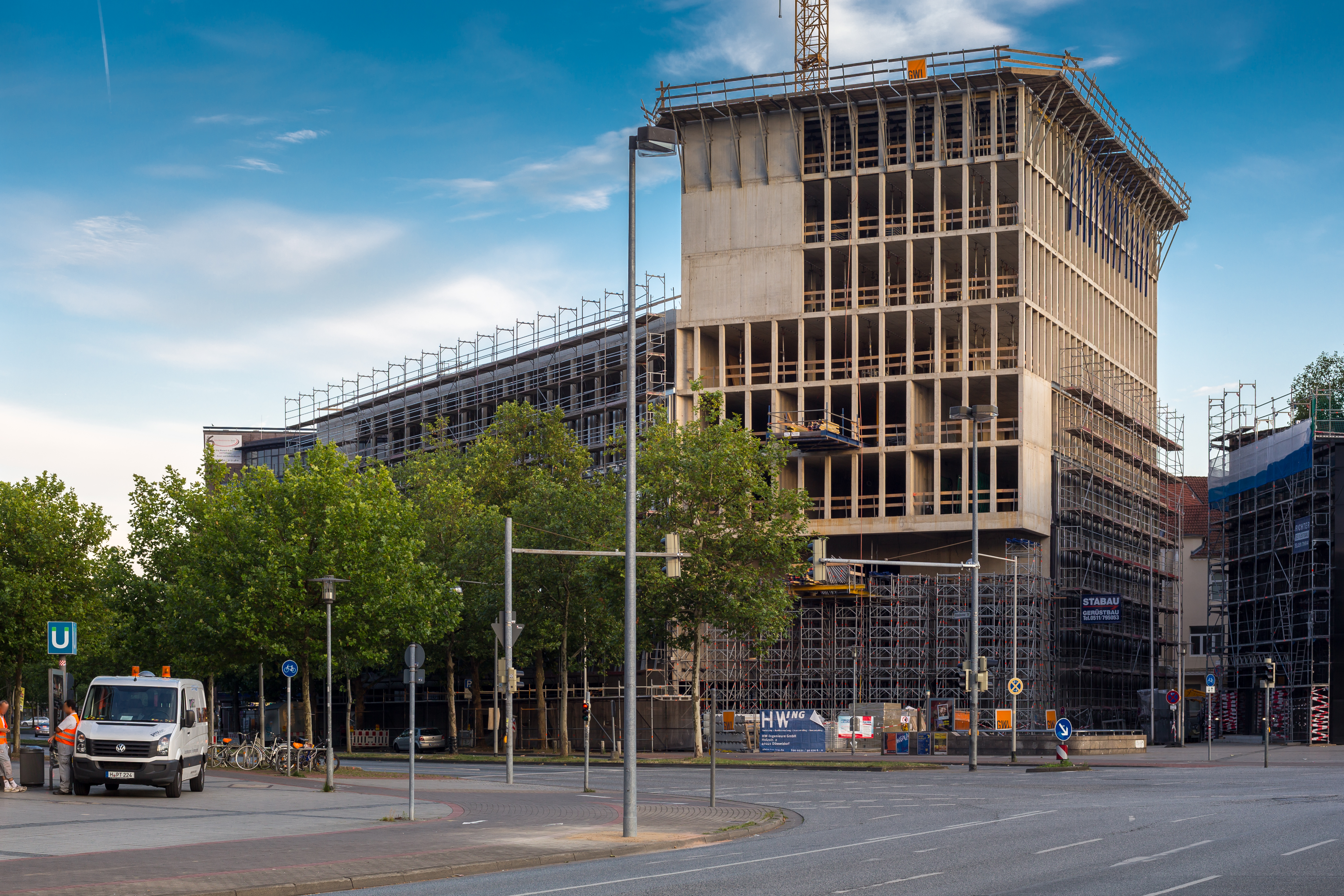
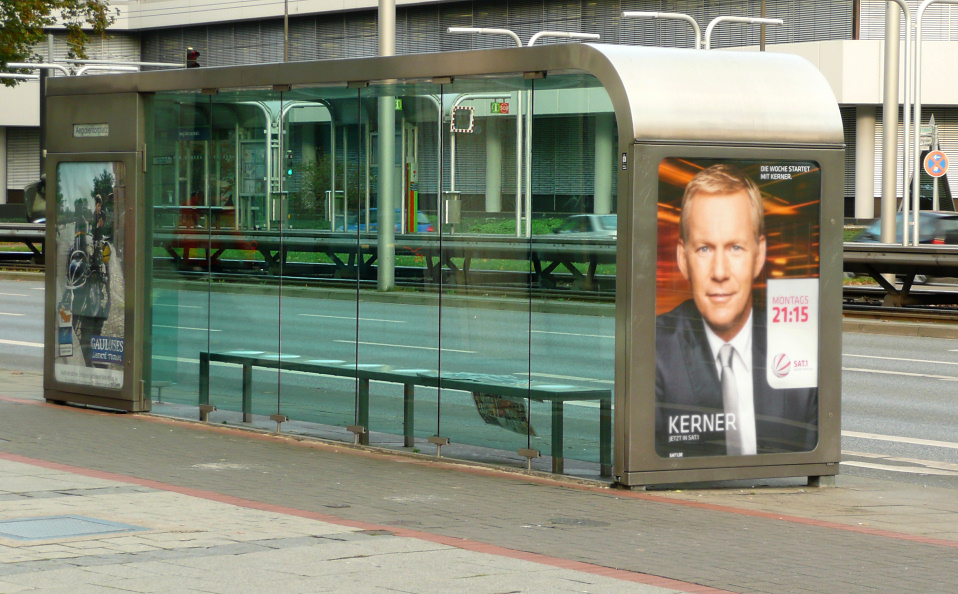
公车站